# Leib Yaffe
Leib Yaffe (hebreiska: אריה לייב יפה , Arie Lejb Jaffe), född 1876, död 11 mars 1948, var en judisk poet, journalist och även redaktör på tidningen Haaretz.
Han föddes i staden Grodno som vid tiden låg i Kejsardömet Ryssland, men då han var sionist flyttade han till det Brittiska Palestinamandatet där han blev redaktör på Haaretz, ett jobb vilket han hade ända fram till sin död 11 mars 1948, då han och 12 andra dödades av en arabisk bilbomb.
En gata i stadsdelen Talpiot i Jerusalem är uppkallad efter honom, (hebreiska:  רחוב לייב יפה, Rechov Lejb Jaffe, Leib Yaffes gata).